# Ward Greene
 
Ward Greene   (Asheville, 23 de desembre de 1892 - l'Havana, 22 de gener de 1956) va ser un escriptor, editor, periodista, dramaturg i director general estatunidenc del sindicat de còmics King Features Syndicate. És conegut per supervisar les obres d'Alex Raymond i d'altres escriptors i artistes a King Features Syndicate, així com per escriure la tira còmica Rip Kirby de Raymond des de 1946 fins a la seva mort.
Greene va escriure la història de la revista "Happy Dan, the Cynical Dog" per a Cosmopolitan el 1945, i aquesta història va ser la base de la pel·lícula de Walt Disney de 1955 Lady and the Tramp. Greene també va escriure la tira còmica derivada, Scamp, amb el jove fill dels gossos de Disney, de 1955 a 1956.

## Biografia
Greene va néixer a Asheville, Carolina del Nord, el 1892. Un dels seus avantpassats va ser el general, Nathanael Greene de l'exèrcit continental, un dels oficials més dotats i de confiança de George Washington. Greene es va criar a Atlanta, Geòrgia, i més tard va assistir al Sewanee: The University of the South.
La seva primera feina va ser l'any 1913 per a The Atlanta Journal com a ajudant d'editor esportiu. Es va quedar a The Journal durant deu anys, va passar dels esports a successos per convertir-se finalment en el periodista estrella del diari. Va cobrir el judici i el posterior linxament de Leo Frank després de la seva condemna per l'assassinat de Mary Phagan el 1913. Després d'una estada al New-York Tribune el 1917, entre 1918 i 1919 va anar als camps de batalla de França per cobrir la Gran Guerra per a The Atlanta Journal des de la perspectiva de les tropes georgianes.
Greene es va unir a la Hearst Corporation el 1920, es va convertir en escriptor i editor de la secció de revistes el 1925, passant a editor executiu i director general el 1946.
Va escriure articles per a The American Mercury de 1925 a 1931. La seva primera novel·la, Cora Potts, es va publicar el 1929. El llibre de Greene Death in the Deep South (Avon Publications, 1936) va ser un relat de ficció del cas Leo Frank. Segons el crític William Rose Benét, Death in the Deep South " revela amb una claredat sorprenent com funciona la llei i com funciona la premsa després d'un assassinat especialment horrible i brutal". Va ser adaptada a la pel·lícula They won't forget el 1937.
"Happy Dan, the Cynical Dog" de Greene (revista Cosmopolitan, 1945) va ser la base de la pel·lícula d'animació de Walt Disney Lady and the Tramp (1955). King Features va convertir immediatament en "Scamp", un personatge menor sense nom de la pel·lícula, en la seva pròpia tira còmica, escrita per Greene i il·lustrada per Dick Moores. Scamp aviat va ser assumit per altres creadors, però va durar més de trenta anys, fins al 1988.
Greene, resident a Westwood, Nova Jersey, va morir a l'Havana, Cuba, d'un edema pulmonar provocat per una pneumònia mentre anava feia unes vacances familiars a Califòrnia.

### Llibres
- Cora Potts: A Pilgrim's Progress. Cape, 1929
- Ride the Nightmare. Cape, 1930. Repr. as Life and Loves of a Modern Mister Bluebeard. Avon, 1930
- Weep No More. Smith, 1932
- (as Frank Dudley) The Havana Hotel Murders. Houghton Mifflin, 1936
- Death in the Deep South. Avon, 1936
- King Cobra. Carrick, 1940
- Route 28. Doubleday, 1940
- What They Don't Know: A Novel. Random House, 1944
- (as Jean Greene). The Forgetful Elephant. McKay, 1945
- Star Reporters and 34 of Their Stories. Random House, 1948
- Lady and the Tramp: The Story of Two Dogs. Simon, 1953
- (with Alex Raymond) Rip Kirby: The First Modern Detective. Complete Comic Strips 1948-1951. IDW Publishing, 2012.

### Articles i contes
- "Is the Jelly Bean from Georgia?". 1923. Conversations with F. Scott Fitzgerald, ed. Matthew J. Bruccoli and Judith S. Baughman, UP of Mississippi, 2004, pp. 40–42
- "Notes for a History of the Klan." The American Mercury juny 1925, pp. 240–43.
- "Boy for Tea." The American Mercury juny 1930, pp. 223–27. Repr. Ellery Queen's Mystery Magazine juliol 1954, pp. 76–81
- "Rubber Stamp." The American Mercury Jan. 1930, pp. 109–12.
- "Caravan to Mecca." The American Mercury Mar. 1931, pp. 353–60
- "Happy Dan, the Cynical Dog." Cosmopolitan Feb. 1945, pp. 19–21

### Reproduccions
- Honey. Prod. Cape Playhouse, Dennis, MA, 1938. Prod. Hilltop Theatre, Ellicott City, MD, 1940-41